# Jonathan Jiménez
Jonathan David Jiménez Guzmán (San Salvador , El Salvador; 12 de julio de 1992) es un futbolista salvadoreño. Su posición es defensa y su actual club es el Alianza F. C. de la Primera División de El Salvador.

## Selección nacional

### Torneos internacionales
| Torneo                                  | Categoría | Sede                                                                   | Resultado      | Partidos | Goles |
| --------------------------------------- | --------- | ---------------------------------------------------------------------- | -------------- | -------- | ----- |
| Copa Oro CONCACAF 2019                  | Absoluta  | Bandera de Costa Rica · Bandera de Estados Unidos · Bandera de Jamaica | Fase de grupos | 3        | 0     |
| Liga de Naciones de la Concacaf 2019-20 | Absoluta  | CONCACAF                                                               | 1° (Grupo B)   | 3        | 0     |

## Estadísticas

### Clubes
Actualizado al último partido jugado el 25 de mayo de 2025.
| Club Deportivo Universidad de El Salvador · El Salvador | 1.ª                 | 2013                | 2   | 0  | - | - | -  | - | 2   | 0  | 0.00 |
| Club Deportivo Universidad de El Salvador · El Salvador | 1.ª                 | 2013-14             | 26  | 2  | - | - | -  | - | 26  | 2  | 0.07 |
| Club Deportivo Universidad de El Salvador · El Salvador | 1.ª                 | 2014-15             | 26  | 4  | - | - | -  | - | 26  | 4  | 0.15 |
| Club Deportivo Universidad de El Salvador · El Salvador | Total               | Total               | 54  | 6  | 0 | 0 | 0  | 0 | 54  | 6  | 0.11 |
| Club Deportivo FAS · El Salvador                        | 1.ª                 | 2015-16             | 39  | 6  | - | - | -  | - | 39  | 6  | 0.15 |
| Club Deportivo FAS · El Salvador                        | 1.ª                 | 2016-17             | 33  | 0  | - | - | -  | - | 33  | 0  | 0.00 |
| Club Deportivo FAS · El Salvador                        | Total               | Total               | 72  | 6  | 0 | 0 | 0  | 0 | 72  | 6  | 0.08 |
| Alianza Fútbol Club · El Salvador                       | 1.ª                 | 2017-18             | 46  | 2  | - | - | 2  | 0 | 48  | 2  | 0.04 |
| Alianza Fútbol Club · El Salvador                       | 1.ª                 | 2018-19             | 43  | 2  | - | - | 2  | 0 | 45  | 2  | 0.04 |
| Alianza Fútbol Club · El Salvador                       | 1.ª                 | 2019-20             | 20  | 0  | - | - | 8  | 1 | 28  | 1  | 0.04 |
| Alianza Fútbol Club · El Salvador                       | 1.ª                 | 2020-21             | 33  | 1  | - | - | 1  | 0 | 34  | 1  | 0.00 |
| Alianza Fútbol Club · El Salvador                       | 1.ª                 | 2021-22             | 30  | 2  | - | - | 2  | 0 | 32  | 2  | 0.06 |
| Alianza Fútbol Club · El Salvador                       | 1.ª                 | 2022-23             | 10  | 0  | - | - | 3  | 0 | 13  | 0  | 0.00 |
| Alianza Fútbol Club · El Salvador                       | 1.ª                 | 2023-24             | 34  | 0  | - | - | -  | - | 34  | 0  | 0.00 |
| Alianza Fútbol Club · El Salvador                       | 1.ª                 | 2024-25             | 30  | 0  | - | - | 3  | 0 | 33  | 0  | 0.00 |
| Alianza Fútbol Club · El Salvador                       | 1.ª                 | 2025-26             |     |    |   |   |    |   |     |    |      |
| Alianza Fútbol Club · El Salvador                       | Total               | Total               | 246 | 7  | 0 | 0 | 21 | 1 | 267 | 8  | 0.03 |
| Total en su carrera                                     | Total en su carrera | Total en su carrera | 372 | 19 | 0 | 0 | 21 | 1 | 393 | 20 | 0.05 |
| (2) No incluye goles en partidos amistosos.             |                     |                     |     |    |   |   |    |   |     |    |      |

### Selección nacional
Actualizado al último partido jugado el 10 de diciembre de 2020.
| Selección              | Año   | Eliminatorias | Eliminatorias | Eliminatorias | Continental | Continental | Continental | Mundial | Mundial | Mundial | Amistosos | Amistosos | Amistosos | Total | Total | Total  | Media goleadora |
| Selección              | Año   | Part.         | Goles         | Asist.        | Part.       | Goles       | Asist.      | Part.   | Goles   | Asist.  | Part.     | Goles     | Asist.    | Part. | Goles | Asist. | Media goleadora |
| ---------------------- | ----- | ------------- | ------------- | ------------- | ----------- | ----------- | ----------- | ------- | ------- | ------- | --------- | --------- | --------- | ----- | ----- | ------ | --------------- |
| Absoluta · El Salvador |       |               |               |               |             |             |             |         |         |         |           |           |           |       |       |        |                 |
| 2015                   | 1     | 0             | 0             | —             | —           | —           | —           | —       | —       | —       | —         | —         | 1         | 0     | 0     | 0.00   |                 |
| 2016                   | —     | —             | —             | —             | —           | —           | —           | —       | —       | 5       | 0         | 0         | 5         | 0     | 0     | 0.00   |                 |
| 2018                   | —     | —             | —             | 2             | 0           | 0           | —           | —       | —       | 1       | 0         | 0         | 3         | 0     | 0     | 0.00   |                 |
| 2019                   | —     | —             | —             | 7             | 0           | 0           | —           | —       | —       | 4       | 0         | 0         | 11        | 0     | 0     | 0.00   |                 |
| 2020                   | —     | —             | —             | —             | —           | —           | —           | —       | —       | 1       | 0         | 0         | 1         | 0     | 0     | 0.00   |                 |
| Total                  | 1     | 0             | 0             | 9             | 0           | 0           | 0           | 0       | 0       | 11      | 0         | 0         | 21        | 0     | 0     | 0.00   |                 |
| Total                  | Total | 1             | 0             | 0             | 9           | 0           | 0           | 0       | 0       | 0       | 11        | 0         | 0         | 21    | 0     | 0      | 0.00            |
| 1. 2.                  |       |               |               |               |             |             |             |         |         |         |           |           |           |       |       |        |                 |

#### Partidos internacionales
| Detalle de partidos internacionales | Detalle de partidos internacionales | Detalle de partidos internacionales                         | Detalle de partidos internacionales | Detalle de partidos internacionales | Detalle de partidos internacionales | Detalle de partidos internacionales | Detalle de partidos internacionales |
| N°                                  | Fecha                               | Estadio                                                     | Rival                               | Resultado                           | Goles                               | Asist.                              | Competición                         |
| Selección absoluta                  | Selección absoluta                  | Selección absoluta                                          | Selección absoluta                  | Selección absoluta                  | Selección absoluta                  | Selección absoluta                  | Selección absoluta                  |
| ----------------------------------- | ----------------------------------- | ----------------------------------------------------------- | ----------------------------------- | ----------------------------------- | ----------------------------------- | ----------------------------------- | ----------------------------------- |
| 1.                                  | 18 de noviembre de 2015             | Estadio Cuscatlán, San Salvador, El Salvador                | Canadá                              | 0:0                                 |                                     |                                     | Clasificación Concacaf Mundial 2018 |
| 2.                                  | 17 de febrero de 2016               | Estadio Maracaná, Ciudad de Panamá, Panamá                  | Panamá                              | 1:0                                 |                                     |                                     | Amistoso                            |
| 3.                                  | 2 de marzo de 2016                  | Estadio Doroteo Guamuch Flores, Guatemala, Guatemala        | Guatemala                           | 1:0                                 |                                     |                                     | Amistoso                            |
| 4.                                  | 10 de marzo de 2016                 | Estadio Nacional de Managua, Managua, Nicaragua             | Nicaragua                           | 1:1                                 |                                     |                                     | Amistoso                            |
| 5.                                  | 28 de mayo de 2016                  | Estadio Robert F. Kennedy, Washington D. C., Estados Unidos | Perú                                | 1:3                                 |                                     |                                     | Amistoso                            |
| 6.                                  | 1 de junio de 2016                  | StubHub Center, Carson, Estados Unidos                      | Armenia                             | 0:4                                 |                                     |                                     | Amistoso                            |

## Palmarés

### Títulos nacionales
| Título           | Club       | País        | Año    |
| ---------------- | ---------- | ----------- | ------ |
| Primera División | Alianza FC | El Salvador | A-2017 |
| Primera División | Alianza FC | El Salvador | C-2018 |
| Primera División | Alianza FC | El Salvador | A-2019 |
| Primera División | Alianza FC | El Salvador | A-2020 |
| Primera División | Alianza FC | El Salvador | A-2021 |
| Primera División | Alianza FC | El Salvador | C-2022 |